# Knopp András
Knopp András (Budapest, 1938. szeptember 1.) MSZMP-funkcionárius, kultúrpolitikus, üzletember.

## Tevékenysége a rendszerváltás előtt
1956-ban érettségizett budapesti orosz nyelvű gimnáziumban. Hamarosan tagja lett a Magyar Szocialista Munkáspártnak. Egyetemi tanulmányait az ELTE magyar-filozófia szakán végezte, de közben 1959-1960-ban betanított munkás volt a Fémáru és Szerszámgépgyárban. 1963-ban szerezte meg középiskolai tanári oklevelét. Ezután egyetemi tanársegéd lett a Marx Károly Közgazdaság-tudományi Egyetem Filozófiai Tanszékén. 1969-től a Társadalmi Szemle filozófiai rovatvezetője volt.
1970 novemberében lett az MSZMP KB politikai munkatársa, majd alosztályvezető a KB Tudományos, Közoktatási és Kulturális Osztályán. 1978. januártól az oktatási miniszter helyettese volt. 1980-ban újra a pártapparátusba került, és az MSZMP KB Tudományos, Közoktatási és Kulturális Osztályának osztályvezető-helyettese lett.
Párt- és állami vonalon végzett kultúrpolitikai irányító munkája során kitűnt az akkoriban megjelenő ellenzéki irányzatok elleni különösen szigorú fellépésével.
1985-től az MSZMP KB mellett működő Művelődéspolitikai Munkaközösség titkára volt, 1986-ban beválasztották a Társadalmi Szemle szerkesztőbizottságába. 1988. szeptemberben kinevezték a Művelődési Minisztérium államtitkárává, 1989-ben beosztásából felmentették.

## A rendszerváltás után
Knopp a rendszerváltás után az üzleti életben helyezkedett el. Az 1990-es években a Reemtsma német dohányipari céget képviselte a szovjet utódállamokban. 2002-ben formailag ő alapította Eural Trans Gas Kereskedelmi és Szolgáltató Kft-t (ETG), immár szoros üzleti kapcsolatban Dmitro Vasziljovics Firtas ukrán üzletemberrel.
Knopp és Firtas együttműködött az Emfesz, az Első Magyar Földgáz- és Energiakereskedelmi és Szolgáltató Kft létrehozásában is. Ez a 2003-ban alapított vállalat a magyarországi gázpiac liberalizációjával, 2004-ben megkezdte a RosUkrEnergo orosz-ukrán cégtől beszerzett földgáz magyarországi értékesítését.
Egy további cégben, a Global Energy Mining and Minerals Kft. (GEMM) keretében is együttműködött Knopp András Dmitro Firtassal. Az ukrán üzletember hazájában a titánkitermelés és -kereskedelem egyik vezető alakja is volt, és Indiában is szeretett volna titánkitermelést folytatni. A GEMM ügyvezetője Knopp András lett.
Az FBI szerint a stratégiai nyersanyag kitermeléséhez szükséges engedélyek megszerzése érdekében Firtas megvesztegetett indiai kormánytisztviselőket, és a kenőpénzeket amerikai bankokon keresztül juttatták el nekik. A FBI emiatt nemzetközi körözést bocsátott ki Firtas és Knopp ellen, és Firtast 2014 tavaszán Bécsben le is tartóztatták. Knopp András ugyancsak 2014 tavaszán, Moszkvában adott interjújában határozottan tagadta az érintettségét.